# Альбиция голая
Альби́ция голая (лат. Albizia glabrior) — вид деревьев рода Альбиция семейства Бобовые (Fabaceae).

## Ботаническое описание
Листопадное дерево со слегка опушёнными торчащими веточками.
Листья двоякоперистые (4—5 пар), длиной 15—25 см, черешки 4—6 см длиной; листочков 15—20 пар сидящих на вторичном черешке.
Цветки многочисленные, розоватые, в головчатых соцветиях.

## Распространение
Эндемик юга Японии. Растёт на островах Амакуса, вблизи острова Кюсю и на островах Токара.

## Таксономия
Albizia glabrior (Koidz.) Ohwi, Journal of Japanese Botany 12(9): 657–658. 1936.
Синонимы
- Albizia mollis var. glabrior Koidz.
- Acacia julibrissin var. glabrior (Koidz.) H.Ohashi[англ.]